# Tổng giáo phận Reims
Tổng giáo phận Reims (tiếng Pháp: Archidiocèse de Reims; tiếng Latinh: Archidiœcesis Remensis) là một tổng giáo phận của Giáo hội Latinh trực thuộc Giáo hội Công giáo Rôma ở Pháp. Tổng giáo phận tiền thân là một giáo phận được thành lập khoảng năm 250 bởi Thánh Xíttô thành Reims, và đã được nâng cấp thành một tổng giáo phận khoảng năm 750. Các đời tổng giám mục của tổng giáo phận đã được nhận tước hiệu "Giáo trưởng xứ Gallia Belgica" từ năm 1089.